# 이스마일리아주

이스마일리아주의 위치

이스마일리아주(영어: Ismailia Governorate, 아랍어: الإسماعيلية)는 이집트 북동부, 수에즈 운하가 있는 지역에 있는 주로, 주도는 이스마일리아이다. 이는 수에즈 운하가 건설될 때 재위했던 이집트의 번왕 이스마일 파샤의 이름에서 따왔다. 북쪽의 포트사이드주와 남쪽의 수에즈주 사이에 있다.

## 인구
| 연도                           | 인구      | ±%     |
| ------------------------------ | --------- | ------ |
| 1966                           | 345,000   | —      |
| 1976                           | 351,889   | +2.0%  |
| 1986                           | 544,427   | +54.7% |
| 1996                           | 715,009   | +31.3% |
| 2006                           | 942,832   | +31.9% |
| 2015                           | 1,178,641 | +25.0% |
| 1966–2006, 2015 is an estimate |           |        |